# Guri (zapora wodna)
Guri – zapora wodna na rzece Caroni w Wenezueli. Długość zapory wynosi 1304 m, wysokość 162 m. Utworzony powyżej niej sztuczny zbiornik wodny, zwany Jeziorem Guri, ma powierzchnię 4250 km². Hydroelektrownia znajdująca się na tamie nosi imię Simona Bolivara, wcześniej zaś nosiła imię Raula Leoniego.
Zapora budowana była etapami między 1963 a 1986 rokiem. W pierwszym etapie, zakończonym w 1978 r., zapora sięgnęła wysokości 215 m n.p.m., a w maszynowni elektrowni uruchomiono 10 generatorów o łącznej mocy 2065 MW. Po zakończeniu 2. etapu zapora sięgnęła wysokości ... m, a w drugiej maszynowni zainstalowano kolejnych 10 turbozespołów, o mocy 630 MW każdy. Po kolejnych rozbudowach, realizowanych poczynając od roku 2007, elektrownia osiągnęła łączną moc zainstalowaną wynoszącą 10 200 MW i stała się trzecią na świecie pod względem ilości produkowanej energii (50 000 GWh rocznie).
Elektrownia zaspokaja do 70% zapotrzebowania energetycznego Wenezueli (to około 30% energii produkowanej w Polsce). Część energii eksportowana jest za granicę, do Brazylii i Kolumbii.
Zapora Guri jest również atrakcją turystyczną, wraz ze zbiornikiem wodnym, powstałym wskutek zbudowania zapory. Ze zbiornika korzystają ponadto miejscowi rybacy.